# Ian Maatsen
Ian Ethan Maatsen (nascut el 10 de març de 2002) és un futbolista professional neerlandès que juga a l'Aston Villa anglès. Principalment lateral esquerre, també pot jugar com a extrem.

## Carrera de club

### Inicis
Maatsen es va incorporar al planter de Feyenoord als set anys, però suposadament va ser descartat per ser massa petit. Es va traslladar a l'Sparta Rotterdam i després al PSV Eindhoven, abans d'unir-se al Chelsea el 2018.

### Chelsea
El 25 de setembre de 2019, va debutar amb el club londinenc com a substitut en una victòria per 7-1 de la Copa EFL contra Grimsby Town.

#### Cessió al Charlton Athletic
El 13 d'octubre de 2020, Maatsen es va unir al Charlton Athletic amb una cessió durant tota la temporada. El 20 d'octubre, va debutar a la lliga amb el Charlton, sortint de la banqueta com a substitut a la segona part en la victòria de l'equip per 1-0 contra el Blackpool. Va marcar el seu primer gol com a sènior el 2 d'abril de 2021 en una victòria per 1-0 fora del Doncaster Rovers.

#### Cessió al Coventry
El 30 de juliol de 2021, Maatsen es va unir al Coventry City en cessió. El 2 d'octubre de 2021, va marcar el seu primer gol amb el Coventry en un partit contra el Fulham, ajudant el seu equip a aconseguir una victòria per 4-1. En total, Maatsen va fer 40 aparicions a la lliga amb els Sky Blues i va marcar 3 gols durant la temporada 2021-22.

#### Cessió al Burnley
El 15 de juliol de 2022, Maatsen es va unir a Burnley amb una cessió durant tota la temporada. Va debutar a la primera ronda del Campionat EFL 2022-23 contra el Huddersfield Town, on també va marcar l'únic gol del partit en una victòria per 1-0. Després de les seves impressionants actuacions, Maatsen va ser nomenat Jugador del Mes del Campionat EFL del gener de 2023. El seu equip finalment va guanyar la lliga i l'ascens a la Premier League, amb Maatsen inclòs a l'equip del campionat de la temporada com el millor lateral esquerre.

#### Cessió al Borussia Dortmund
El 12 de gener de 2024, Maatsen va signar una pròrroga de contracte amb el Chelsea fins al 2026 i es va unir al Borussia Dortmund amb una cessió de sis mesos. El 16 d'abril, va marcar el seu primer gol a la Lliga de Campions en una victòria per 4-2 contra l'Atlètic de Madrid al partit de tornada dels quarts de final, ajudant el seu equip a passar a les semifinals.

## Carrera internacional
Maatsen és internacional juvenil amb els Països Baixos, i ha representat el país a tots els nivells, des del sub-15 fins al sub-21.
El setembre de 2023, va rebre la seva primera convocatòria amb l'equip sènior dels Països Baixos per part de l'entrenador Ronald Koeman, per a dos partits de classificació per a la UEFA Euro 2024 contra Grècia i la República d'Irlanda.

## Vida personal
Nascut a Vlaardingen, Holanda del Sud, Maatsen és d'ascendència surinamesa i també té ascendència indonèsia de Java.

## Palmarès
Burnley
- Campionat EFL: 2022–23[12]

Països Baixos sub-17
- Campionat d'Europa sub-17 de la UEFA: 2019[20]

Individual
- Jugador del mes del campionat EFL: gener de 2023[11]
- Equip de la temporada del campionat EFL: 2022–23[13]
- Equip de l'any PFA: Campionat 2022–23[21]
- Novetat del mes de la Bundesliga: gener de 2024[22]